# Правая (Италия)
«Правая» (итал. Destra) — либерально-консервативная политическая партия существовавшая в Итальянском королевстве с 1849 по 1922 год. Другое название — конституционалисты. Влилась в Итальянскую либеральную партию. В исторических исследованиях часто называется «Историческая правая» (итал. Destra storica), с тем, чтобы избежать путаницы с правыми движениями и партиями, которые были созданы в XX веке.
Наряду с «Левой» входила в число двух крупнейших партий Италии в XIX и начале XX веков. Длительное время доминировала в Сардинском королевстве, а затем в объединённом Королевстве Италия, лишь изредка уступая власть левым. С 1861 по 1874 год партия неизменно получала на выборах большинство мест в Палате депутатов. Ситуация изменилась в середине 1870-х годов, когда доминирующей силой в итальянской политике стала «Левая». В период с 1876 по 1900 год «Правая» на выборах неизменно занимала второе место в парламенте. Несмотря на доминирование «Левой» правым не раз из-за раздоров между разными группами внутри своих конкурентов удавалось формировать правительство. Рост социалистических настроений в начале XX века и падение популярности правых сподвигнули их на объединение с «Левой».

## История

### «Правая» в Сардинии
«Правая» была основана в 1849 году лидером умеренных консерваторов графом Камилло Бенсо ди Кавуром, через три года ставшим премьер-министром Сардинского королевства (1852—1859). В 1850 году Кавур был назначен министром земледелия и торговли, добившись заключения торговых договоров с Францией, Бельгией и Англией, основанных на принципах свободной торговли. В апреле 1851 года Кавур, будучи уже министром финансов, получил заём в Англии и провёл реформу таможенных тарифов. Постепенно он стал главным лицом в кабинете Массимо Д’Адзельо, одновременно сблизившись с умеренными либералами. После провала в 1852 году попытки Д’Адзельо сформировать целиком правоконсервативный кабинет без участия умеренных, король Виктор Эммануил II был вынужден назначить Кавура председателем Совета министров и министром финансов. Во внутренней политике первые годы премьерства Кавура ознаменовались ещё большим сближением с либералами, установлением полной свободы хлебной торговли, реформой уголовного кодекса, расширением сети железных дорог и т. д.
Заботясь о поднятии международного значения Сардинии, Кавур убедил короля и парламент принять активное участие в Крымской войне 1854—1855 годов на стороне Франции и Англии. Ближайшей целью Кавура во внешней политике было сближение с Парижем, при помощи которого он намеревался вытеснить Австрию из Италии, а внутри страны — усиление армии и флота, возведение укреплений и усовершенствование путей сообщения с целью подготовки к войне с Австрией. В июле 1858 года император Франции Наполеон III и Кавур заключили соглашение, по которому Франция содействовала присоединению к Пьемонту Ломбардии и Венеции. Впоследствии, в ходе трёхмесячной Австро-итало-французской войны 1859 года, которая завершилась поражением Австрии, Пьемонт получил Ломбардию, отдав за неё Франции Савойю и Ниццу. В то же время Кавур был недоволен Виллафранкским миром и подал в отставку.
Уже в январе 1860 года Кавур вновь возглавил правительство. Первым его делом стало присоединение к Пьемонту Эмилии и Тосканы (март 1860).
5 мая 1860 года Джузеппе Гарибальди с отрядом добровольцев высадился на западе Сицилии, начав войну за объединение Италии. Успехи гарибальдийцев создали Кавуру немалые затруднения. Желание Гарибальди идти на Рим, чтобы там провозгласить Виктора Эммануила королём независимой и единой Италии, привело бы к разрыву с Францией, которого Кавур хотел избежать. Сардинский премьер решил перехватить инициативу и овладеть папскими провинциями, отделявшими Северную Италию от Южной, чего и удалось достигнуть после непродолжительной кампании. 15 октября сардинская армия во главе с Виктором Эммануилом вступила на территорию Неаполитанского королевства, население которого высказалось за объединение Италии. 4 марта 1861 года Виктор Эммануил был провозглашён королём Италии. Пытаясь развить успех, Кавур начинает переговоры с Францией по вопросу присоединения Рима, всё ещё остававшегося под властью Папы римского к Итальянскому королевству, но вскоре заболел и скончался.

### «Правая» во главе Италии
В январе-феврале 1861 года состоялись первые в истории объединённой Италии парламентские выборы. Из почти 22 млн жителей право голоса имели только 419 938 человек (около 1,8 % населения Италии). Из них в голосовании приняли участие 57 %. Уверенную победу на выборах одержала «Правая», завоевав 342 места в Палате депутатов из 443.
После смерти Кавура новым лидером «Правой» и главой правительства стал Беттино Рикасоли, до объединения лидер умеренных либералов Тосканы. Членами партии были в основном представители элиты, крупные землевладельцы и промышленники, государственные чиновники и военные. Рикасоли проводил политику пьемонтизации государства в рамках которой действие пьемонтского законодательства распространялось на весь полуостров с целью изжить различия в законах провинций, оставшихся от времён раздробленности. Так, школьная система по всей Италии была реформирована и стандартизирована по принципу пьемонтской («Закон Казати»). Началось создание армии нового государства, для чего военная служба была сделана обязательной. Первый кабинет Рикасоли признал добровольцев Гарибальди частью регулярной армии, отменил изгнание легендарного борца за объединение Италии Джузеппе Мадзини и пытался, хоть и тщетно, примириться со Святым Престолом, который был недоволен сокращением папских владений. 3 марта 1862 года Рикасоли пришлось уйти в отставку, а к власти пришли давние оппоненты «Правой» во главе с Урбано Раттацци.
Впрочем либеральный кабинет продержался недолго и уже 8 декабря 1862 года «Правая» вновь сформировала своё правительство, которое возглавил Луиджи Карло Фарини. Уже через несколько недель у нового премьера проявились симптомы серьёзного психического заболевания, которое, однако, скрывали, так как в это время велись переговоры о предоставлении Италии крупного кредита. Тем не менее, в марте 1863 года Фарини всё же отправили в отставку после того как он, угрожая ножом, попытался добиться от короля объявления войны Российской империи для оказания помощи польским повстанцам. Новый кабинет 24 марта 1863 года возглавил министр финансов Марко Мингетти. При нём подписанием Сентябрьской конвенции (итал. Convenzione di settembre) были завершены сложные и противоречивые переговоры с Францией о выводе французских войск из Рима в обмен на гарантию неприкосновенности папских владений. Мингетти не удалось добиться ухода французов из Рима, зато соглашение включало пункт о переносе столицы из Турина во Флоренцию. Конвенция вызвала массовые демонстрации недовольных жителей Турина. В ходе подавления народных выступлений более 50 человек погибло, сотни были ранены. После этого король отправил Мингетти в отставку.
28 сентября 1864 года к власти пришёл кабинет генерала Альфонсо Ферреро Ламармора. Во время его правления была перенесена столица и удалось добиться от Испании признания Королевства Италия. В конце 1865 года Ламармора ушёл в отставку, но король тут же поручил ему сформировать новое правительство, так как в скором времени ожидалась война с Австрией. После начала Австро-итальянской войны 1866 года Ламармора уходит в отставку и назначается главнокомандующим Итальянской армии.
Новый кабинет сформировал 20 июня 1866 года Беттино Рикасоли. Он отклонил предложение Наполеона III добиться от Австрии уступки Венеции в обмен на роспуск итало-прусского альянса. Много сил и времени Рикасоли потратил на улучшение отношений с Ватиканом, но безуспешно из-за сопротивления в Палате депутатов, где были сильны антиклерикальные настроения. В результате 10 апреля 1867 года к власти пришёл второй кабинет лидера «Левой» Ратацци.
И вновь левый кабинет продержался недолго. 27 октября 1867 года председателем Совета Министров Италии стал генерал Луиджи Федерико Менабреа. Он возглавлял правительство более двух лет, сменив за это время три кабинета. Причинами такой частой смены министров были попытки Джузеппе Гарибальди захватить Рим и присоединить его к Италии, а также желание премьера добиться сбалансированного бюджета. Менабреа сначала отличался крайней уступчивостью по отношению к Святому Престолу и Франции. Считается, что неудача гарибальдийского похода на Рим в 1867 году была в значительной степени делом его рук. В то же время популярность Гарибальди заставила Менабреа переменить политику, и уже 7 ноября 1867 года, через четыре дня после битвы при Ментане, в которой гарибальдийцы были разбиты, Менабреа обратился к французскому правительству с нотой, в которой протестовал против поддержки светской власти пап. С тех пор он порвал с клерикальными кругами и провёл несколько законов (отмена для семинаристов льготы по воинской повинности и др.), враждебных папской курии. В 1868 году, пытаясь стабилизировать итальянские финансы, кабинет Менабреа добился введения непопулярного налога на муку. В результате в Италии вспыхнули массовые крестьянские беспорядки и премьеру пришлось добиваться от сената чрезвычайных полномочий для генерала Раффаэле Кадорна. Осенью 1868 года Менабреа попытался убедить правительство Аргентины предоставить Италия «полностью необитаемые» земли на юге Патагонии, чтобы поселить там активных участников беспорядков, но получил отказ.
14 декабря 1869 года Совет министров возглавил Джованни Ланца. Во внутренней политике он вводил меры строгой экономии, а во внешней придерживался нейтралитета во время Франко—прусской войны. Поражение Франции дало Италии возможность присоединить Рим, так как было очевидно, что новое французское правительство не обладает достаточной политической волей для защиты интересов Папы. В сентябре 1870 года итальянская армия взяла Рим штурмом, завершив объединение Италии. 13 мая 1871 года парламент с подачи правительства принимает Закон о гарантиях (итал. Legge delle Guarentigie), который должен был урегулировать отношения между Королевством Италия и Ватиканом. Впрочем, Церковь объявила закон односторонним актом государства и отвергла его.
10 июля 1873 года Совет министров во второй раз возглавил Марко Мингетти. Пытаясь проводить жёсткую налогово-бюджетную политику для достижения сбалансированности государственных финансов он восстановил против себя многих однопартийцев. В 1875 году Мингетти и его министр финансов Квинтино Селла впервые в истории Италии добились сбалансированного бюджета, ценой чего стал сильный экономический спад. 16 марта 1876 года Мингетти представил парламенту проект сбалансированного бюджета и закон о национализации железных дорог. Предложения правительства вызвали такое сильное недовольство, что часть депутатов от «Правой» объединились с левыми и 25 марта кабинет пал. Впервые в истории Италии правительство было отправлено в отставку не монархом, а парламентом. Это событие вошло в историю под названием «Парламентская революция» и ознаменовало закат эпохи доминирования «Правой» в итальянской политики. К власти пришёл левый кабинет Агостино Депретиса, а на досрочных выборах того же 1876 года правые получили всего 94 места в Палате депутатов из 508, в три раза меньше чем ранее.

### Борьба и сотрудничество с «Левой»
После «Парламентской революции» и выборов 1876 года «Левая» стала доминирующей силой в итальянской политике. Левые беспрерывно находились у власти в период с 25 марта 1876 года по 6 февраля 1891 года, раз за разом получая на выборах большинство в парламенте. Всё это время «Правой» оставалось играть роль второй партии. Но благодаря раздробленности левых на враждующие фракции правые имели возможность влиять на политику страны. Они то поддерживали кабинеты во главе с умеренными либералами, то получали возможность самим сформировать правительство.
В 1886 году после смерти Мингетти новым лидером «Правой» стал маркиз Антонио Старабба де Рудини, возглавлявший так называемую «Молодую правую», поддерживавшую в 1880-х годах кабинеты Депретиса и Франческо Криспи. На выборах 1890 года «Левая» одержала убедительную победу, получив 401 из 508, в то время как правые потеряли две трети своих мандатов. Но уже в 1891 году внутренние разногласия среди левых из-за бюджета и новых налогов привели к отставке кабинета Криспи. Новое правительство сформировал Старабба, заручившись поддержкой одного из лидеров «Левой» Джованни Никотеры, давнего оппонента Криспи. Положение право-левого кабинета с самого начала было шатким. От Рудини ожидали бездефицитный бюджет без повышения налогов и более взвешенной внешней политики, в частности улучшения отношений с Францией, недовольной прогерманской ориентацией предыдущих правительств Депретиса и Криспи. Этих ожиданий Старабба не оправдал. Уже летом 1891 года он, досрочно, продлил соглашение о Тройственном союзе. Финансовые дела, вследствие по прежнему высоких военных расходов, также находились в весьма печальном положении. Всё это привело к падению кабинета де Рудини уже в мае 1892 года.
Выборы 1892 и 1895 годов оказались для «Правой» удачными. Ей удалось увеличить своё представительство в Палате депутатов с 48 до 104 мест. В 1895 году третий кабинет Криспи, проводившего политику создания Итальянской колониальной империи, видя как усиливается Абиссиния под руководством нового негуса Менелика II, решил начать войну. После разгрома итальянских войск в битве при Адуа, которое предопределило поражение Италии, в марте 1896 года Криспи был вынужден уйти в отставку. Новый кабинет король поручил формировать генералу Франческо Чезаре Рикотти-Маньяни, который назначил де Рудини министром иностранных дел. Но уже вскоре Рикотти, чей проект сокращения армии вызвал активное противодействие депутатов, уходит в отставку. После этого Совет министров возглавил де Рудини. На своём посту он продержался 27,5 месяцев, успев за это времени сменить 4 кабинета.
Первый раз правительство де Рудини пало уже в июле 1896 года. Позднее Старабба выходил в отставку со всем кабинетом в декабре 1897 года и мае 1898 года, но каждый раз получил от короля поручение вновь образовать правительство. В октябре 1896 года Старабба заключил мир с Абиссинией, по которому Италия, уплатив контрибуцию, признала независимость африканской страны. Тем самым, был на долгое время положен конец итальянской колонизации Восточной Африки. 25 декабря 1897 года де Рудини, идя навстречу антиколониальной партии и считая слишком дорогим сохранение итальянского контроля над суданским городом Кассала, продал его британцам, что вызвало много возмущения в Италии. Во внутренней политики Старабба придерживался курса своего предшественника Криспи, преследуя левых радикалов. Досрочные выборы в 1897 году, на которых успешно выступили крайне левые (радикалы, республиканцы и социалисты), проложили путь к массовым антиправительственным волнениям в мае 1898 года, подавление которых потребовало введения осадного положения в Милане, Неаполе, Флоренции и Ливорно. Возмущение результатами политики де Рудини стало поводом к отставке его кабинета в июне 1898 года, хотя настоящей причиной была попытка сократить армию ради стабилизации государственного бюджета, что взбесило короля Умберто I.
Во многом де Рудини, будучи лидером «Правой» и, следовательно, хотя бы номинально, политическим консерватором, активно сотрудничал с либералами. В 1880-х годах он поддерживал левые кабинеты Депретиса и Криспи, в 1891 создал коалиционное правительство с либералом Никотерой, а в 1894 году образовал союз даже с радикалом Феличе Каваллотти. Де Рудини был противником централизации власти и поддерживал федерализацию Италии. В последний раз Старабба ушёл в отставку 29 июня 1898 года.
Новым председателем Совета министров стал бывший военный министр Луиджи Пеллу. Кабинет Пеллу был коалиционный, с преобладанием консерваторов. В мае 1899 года ему пришлось подать в отставку вследствие неудачи китайской политики, но по поручению короля Пеллу сформировал новый, ещё более консервативный кабинет министров. В июле того же года, не сумев от парламента добиться принятия закона о государственной безопасности и реформе полиции, он убедил короля принять его посредством королевского декрета. Осуществляя репрессивные меры против революционных элементов на Юге, Пеллу действовал так, как будто в Италии было военное положение, ограничив свободу печати. Такая политика вызвала возмущение даже части правых, например, де Рудини и Сиднея Соннино, лидера либерального крыла «Правой». Действуя вместе, левые, крайне левые, радикалы и социалисты смогли заставить Пеллу распустить Палату депутатов в мае 1900 года. На досрочных выборах в июне конституционалисты даже смогли увеличить своё представительство в парламенте, но это не спасло Пеллу от отставки уже через три недели после выборов.
После отставки Пеллу новым лидером «Правой» стал Сидней Соннино. Он был противником сближения с Францией, выступая за стабильные отношения с Германией и Австрией. В экономической политике Соннино выступал против налога на наследство, считая, что он ведёт к обесцениванию недвижимости, и поддерживал продвижение эмфитевзиса. Соннино, будучи депутатом от Южной Италии, много внимания уделял аграрным вопросам и решению структурных проблем Юга. Он, в частности, выступал за снижение земельного налога и упрощение процедуры получения сельскохозяйственных кредитов.
12 марта 1905 года Совет министров возглавил министр иностранных дел Томмазо Титтони. Впрочем на своём посту он был всего 16 дней, уйдя в отставку уже 28 марта, и тем самым установив рекорд по минимальному сроку нахождения во главе итальянского правительства.
Вновь правые вернулись к власти 8 февраля 1906 года, когда после падения второго правительства Алессандро Фортиса был сформирован кабинет Сиднея Соннино. Он стал первым в истории Италии главой правительства еврейского происхождения. Пытаясь заручиться поддержкой парламентариев, Соннино был вынужден включить в кабинет радикалов. Во многом из-за этого первое правительство Соннино оказалось недолгим и пало уже 18 мая. За этот короткий период у власти Соннино успел принять участие в Альхесирасской конференции, созванной по требованию Германии с тем, чтобы разрешить Танжерский кризис, франко-германской спор за Марокко. Несмотря на свою прогерманскую ориентацию Соннино предпочёл встать на сторону Франции, рассчитывая в будущем на её помощь в войне против Османской империи.
В декабре 1909 года из-за сильной оппозиции со стороны консервативного крыла парламента пало третье правительство Джованни Джолитти. 11 декабря в должность председателя Совета министр во второй раз вступил Соннино, сформировав чисто консервативное правительство. Он собирался пересмотреть местные налоги и военные расходы, реформировать образование, создать Banca del Lavoro и Министерство путей сообщения. Однако, вначале ему был пришлось разбираться с вопросом реорганизации и развития морского транспорта. Именно из-за этой проблемы пало предыдущее правительство. Не смог её решить и Соннино, уйдя в отставку 31 марта 1910 года.
Соннино на посту главы Совета министров сменил другой представитель «Правой», юрист и экономист Луиджи Луццатти. Во время его правления в начале 1911 года возраст обязательного посещения школы был увеличен до 12 лет, а управление начальными школами передано от муниципалитетов государству, что позволило улучшить содержание этих школ. Также Луццатти хотел расширить избирательное право, но это предложение было отложено в связи с противостоянием крайних левых, которые требовали ввести всеобщее избирательное право. В период пребывания Луццатти началось празднование пятидесятой годовщины объединения Италии. 29 марта 1911 года кабинет Луццатти ушёл в отставку.

### Первая мировая война
К власти правые вернулись 21 марта 1914 года, когда был сформирован кабинет Антонио Саландра, получивший поддержку от своего предшественника Джованни Джолитти, который и после падения своего кабинета сохранял влияние в Палате депутатов. Однако вскоре Саландра порвал с Джолитти из-за вопроса об участии Италии в Первой мировой войне. В то время как Джолитти примкнул к «нейтралистам», Саландра и его министр иностранных дел Сидней Соннино поддерживали вступление страны в войну на стороне Антанты. Готовясь к войне в конце октября Саландра решил ускорить подготовку армии и военно-морского флота, что потребовало внеочередного выделения 600 млн лир. Министр финансов Джулио Рубини заявил, что потребуется вводить новые налоги, чтобы компенсировать увеличение расходов бюджета и был отправлен в отставку. Перестановки в составе кабинета потребовали согласия парламента, которое было получено 3 декабря. Тогда же в декабре Соннино начинает переговоры с союзниками по Тройственному союзу о компенсациях за поддержание итальянского нейтралитета. Переговоры вскоре зашли в тупик, так как Австрия наотрез отказалась уступить Италии Трентино и Триест. Начало Дарданелльской операции и возобновления осады Перемышля вынудили Вену пойти на уступки, но их незначительность не устраивала Рим. В ответ Соннино начал переговоры с Антантой, которая оказалась более сговорчивой. 16 апреля 1915 года был достигнута договоренность о территориальной компенсации Италии за её вступление в войну против Центральных держав. 26 апреля был подписан Лондонский договор, секретное соглашение об условиях вступления Италии в Первую мировую войну на стороне Антанты. 4 мая Соннино сообщил Вене о разрыве союза.
В этот момент Джолитти, выступил с предложением продолжить переговоры с Веной и Берлином, усомнившись в готовности армии. Между тем, бывший канцлер Германии Бернхард фон Бюлов, выполнявший роль посредника на переговорах между Италией и Австрией, независимо от Джолитти попытался повлиять на общественное мнение. Джолитти, чьё влияние было намного большим чем у Саландры, заявил в парламенте о том, что Италии необходимо сохранить нейтралитет, получив поддержку 320 из 508 депутатов итальянского парламента. Однако в это время, в стране было популярно движение за вступление в войну на стороне Антанты, которое возглавляли социалист Бенито Муссолини и писатель Габриэле д'Аннунцио. Они организовали демонстрации против парламента и «нейтралистов», добиваясь вступления Италии в войну. Депутатов-нейтралистов запугивают (тому же Джолитти пришлось нанять охрану). 13 мая Саландра просит короля об отставке. Джолитти, опасаясь углубления раскола в стране, что могло поставить Италию под угрозу, отказался формировать новый кабинет и король не удовлетворил просьбу премьера. В результате 20 мая парламент легко согласился на выделение дополнительных ассигнований для ведения войны. 23 мая Италия объявила войну Австро-Венгрии.
Саландра и Соннино ожидали быстрого окончания войны, но кампания 1915 года не принёсла Италии больших успехов. Все важные в стратегическом отношении пункты остались в руках австрийцев. Чуть больше чем за семь месяцев итальянская армия потеряла 280 000 человек убитыми, ранеными и пленными, не добившись никаких стратегических результатов. Кампания 1916 года оказалась гораздо менее успешной. Крупномасштабное наступление итальянской армии в долине реки Изонцо в марте 1916 года не дало ожидаемых результатов. Продвижение итальянских войск было минимальным. Зато ответное наступление австро-венгерских войск в Трентино в мае завершилось тяжёлым поражением итальянской армии. Боевые действия развернулись на территории Италии (в ходе наступления австро-венгерские войска находились в 30 км от Перуджи). Итальянцы потеряли 15 000 человек убитыми, 76 000 ранеными, 56 000 пленными и 294 орудия. Неудачи на фронте привели к тому, что 16 июня Саландра был вынужден уйти в отставку.
Новым председателем Совета министров стал Паоло Боселли. Однако и он оказался не особенно способным правителем для военного времени. Кампания 1916 года на итальянском фронте не принесла ожидаемых результатов ни одной из сторон, лишь истощив их силы. Всего в том году потери итальянской армии составили 483 000 человек, австро-венгерской — 260 000. В первые месяцы 1917 года, когда по погодным условиям вести наступление было невозможно, Италия занималась усилением своей армии. Были сформированы 8 новых дивизий, численность артиллерии достигла 2100 орудий. 14 мая начались активные боевые действия, затянувшиеся до 23 августа. Хотя в результате Италия не смогла нанести решающее поражение Австрии, всё же летние наступления итальянских войск поставили австро-венгерскую армию в трудное положение. Для спасения положения на итальянском фронте Австрия и Германия решила совместно нанести удар на наиболее слабом участке итальянской обороны между Плеццо и Тольмино. Наступление началось в 2 часа ночи 24 октября. Прорвав в тот же день линию фронта австро-германские войска уже вскоре вторглись на итальянскую территорию. Разгром итальянской армии привёл к падению правительства Боселли 29 октября.

### Между «красными» и «чёрными»
Первые после окончания Мировой войны парламентские выборы состоялись 16 ноября 1919 года. Они прошли по новой избирательной системе. Прежняя система, предусматривающая одномандатные округа, голосование в два тура и завоевание мандата кандидатом получившим большинством голосов, была упразднена. Вместо неё были введены 58 многомандатных избирательных округов, в которых избирали от 5 до 20 членов парламента. Впервые «Правая» не пошла на выборы самостоятельно, предпочтя вступить в коалицию со своими давними соперниками из «Левой». Эти реформы создали большие проблемы для партий, 70 лет доминировавшим в итальянской политике. Они оказались не в состоянии остановить рост массовых партий, Социалистической и Народной (предшественника Христианско-демократической партии), которые ещё до войны смогли добиться контроля над многими местными органами власти в Северной Италии. Ситуацию усугубило то, что хотя Католическая церковь выступала против социалистов, Святой Престол в то же время, не забыв о ликвидации светской власти пап и борьбе между Ватиканом и Итальянским государством, не собирался играть на стороне правящей коалиции. В результате либерал-консерваторы потерпели разгромное поражение. За правящую коалицию, объединявшую «Левую» и «Правую», отдали свои голоса всего 490 384 избирателей (8,6 %). Получив 41 место в Палате депутатов она оказалась лишь пятой в Палате депутатов. Её опередили не только социалисты, но и раньше не участвовавшие во всеобщих выборах Народная партия и социал-демократы (предшественники Демократической партии труда).
Несмотря на поражение, либерально-консервативная коалиция всё же в июне 1920 года смогла вернуться к власти, сформировав правительство под началом лидера «Левой» Джолитти. Это время вошло в историю Италии как «Красное двухлетие» и сопровождалось резким подъёмом забастовочного движения, массовым захватом фабрик и заводов рабочими и созданием рабочих советов. Причинами стали ухудшение экономической ситуации в результате Первой мировой войны, а также влияние происходившей в России революции. Особенно сильным движение было на севере Италии. События 1920 года в Пьемонте, когда сотни тысяч человек бастовали, захватывали фабрики и организовывали рабочие советы, создали в стране по сути предреволюционную ситуацию. В конце концов, во многом из-за отсутствия единства среди социалистов, анархистов и коммунистов, властям удалось нормализовать ситуацию. Поражение на выборах 1919 года, рост леворадикальных настроений и страх перед коммунистическим переворотом, привели к тому, что политический истеблишмент начала 1920-х годов закрывал глаза на растущую активность фашистов Бенито Муссолини. Мало того, тогдашнее руководство либералов-консерваторов во главе с Джолитти использовали фашистов для борьбы с левыми, не мешая тем силой устанавливать контроль над городскими и областными органами власти, а также применять насилие в отношении своих политических оппонентов.
По инициативе Джолитти 15 мая 1921 года прошли внеочередные парламентские выборы. Хотя либерально-консервативная коалиция получила чуть меньше голосов чем на предыдущих выборах, 470 605 (7,1 %), она всё же смогла расширить своё представительство в Палате депутатов до 43 мест. Всего же в итальянский парламент прошли представители 14 партий и блоков. Ведущими силами парламента XXVI созыва стали социалисты (123 депутата), христианские демократы (108 мандатов) и Национальный блок, объединивший фашистов Муссолини и националистов Энрико Коррадини (105 мест). Парламент, таким образом, разделился на три различных блока, каждый из которых не имел возможности сформировать стабильное большинство. В этой хаотической ситуации, Джолитти, разочарованный результатами выборов, уходит в отставку.
8 октября 1922 года остатки «Левой» и «Правой», за которыми к тому времени закрепилось название «либералы», официально основали Итальянскую либеральную партию, которая сразу же вступила в альянс с фашистами. В конце октября 1922 года либералы в большинстве своём поддержали Марш на Рим, приведший к насильственной смена власти в Италия и установлению фашистской диктатуры во главе с Муссолини. В ноябре 1923 года либералы голосовали за принятие предложенного фашистами закона Ачербо, согласно которому партия, набравшая наибольшее количество голосов, но не меньше 25 %, получала 66 % мест в парламенте. Оставшаяся треть мест распределялась между всеми остальными партиями согласно пропорциональной системе. В выборах 1924 года часть либералов приняли участие единым списком с фашистами, часть пошли самостоятельно. В результате Бенито Муссолини получил лояльный парламент.
В то время многие либералы надеялись, что придя к власти фашисты станут более умеренными и ответственными. Надеждам не суждено было сбыться. Уже вскоре принятие закона, ограничивавшего свободу прессы, убийство фашистами депутата-социалиста Джакомо Маттеотти и другие действия нового режима, явно показали намерение Муссолини уничтожить демократию. В 1925 году Итальянская либеральная партия, как и другие партии, была запрещена.

### Закат «Правой»
После сокрушительного поражения на выборах 1876 года правые, прежде побеждавшие на выборах 15 лет подряд, ни разу не получали большинство в Палате депутатов. Но если в период с 1876 по 1900 год «Правая» на выборах неизменно занимала второе место в парламенте, а раздоры между разными группами левых не раз давали правым возможность формировать своё правительство несмотря на доминирование «Левой», то позже ситуация изменилась. В начале XX века увеличение числа избирателей благодаря расширению избирательных прав и рост социалистических настроений привели к падению популярности правых. В 1904 году второй партией в парламенте стала Социалистическая, а в 1909 году правых вытеснила на четвёртое место Радикальная партия. В конце концов правые составили коалицию с «Левой», а в 1922 году окончательно объединились с ними, образовав Итальянскую либеральную партию.

## Идеология
И при жизни основателя партии Кавура, и после его смерти правые оставались верны принципу свободной торговли, хотя и подвергались за это критике, так как молодая итальянская промышленность с трудом выдерживала конкуренцию с более развитыми странами. Желая изжить различия в законах провинций, оставшихся от времён раздробленности, «Правая» проводила политику «административной централизации», расширяя действие пьемонтского законодательства на весь полуостров и активно используя префектуры как инструмент власти на местах. Ещё до объединения Италии был принят «Закон Казати», названный так по имени министра образования Габрио Казати. Этим законом, в частности, устанавливалось, что университетское образование подведомственно центральной власти, среднее образование — провинциальной, а начальное — местной. Впоследствии в соответствии с «Законом Казати» была реформирована и стандартизирована школьная система по всей Италии. Военная служба была сделана обязательной, что позволило Италии создать армию нового образца.
Чтобы на равных конкурировать с другими европейскими державами, Италии было необходимо развивать инфраструктуру, в частности строить дороги, в том числе железные, порты и т. д. Необходимость финансирования этих работ лежала тяжёлым бременем на бюджете молодого государства. Ситуация осложнялась начавшимся в 1873 году мировым экономическим кризисом, продолжавшимся до 1896 года и получившим название «Долгая депрессия». Пытаясь сбалансировать государственный бюджет, правым приходилось идти на непопулярные меры, снижая расходы и увеличивая налоги.
В области внешней политики правые были поглощены проблемой завершения объединения Италии. Внутри партии вскоре наметился раскол между «франкофилами» (состояли в основном из представителей Пьемонта) и сторонниками пропрусской ориентации. К первым принадлежал генерал Альфонсо Ферреро Ламармора, возглавлявший Совет министров в 1864—1866 годах, ко вторым — Беттино Рикасоли, сменивший его на посту премьера.
После завершения объединения Италии на первое место вышли отношения со Святым Престолом, который не признавал присоединение Рима к Королевству Италии. Папа Пий IX объявил себя пленным и принял ряд мер враждебных по отношению к новому государству, в частности запретил католикам участвовать в политической жизни Италии. Подобные действия Ватикана лишь усугубляли и без того тяжёлую ситуацию, разжигая антиклерикальную кампанию левых.

## Фракции
Сразу же после первых в истории Королевства Италии выборов «Правая» разделилась на два течения, которые на первых порах носили региональный характер. Депутаты избранные в регионах бывшего Сардинского королевства, преимущественно в Пьемонте, где в своё время и была создана партия, сформировали Постоянную либеральную ассоциацию (итал. Associazione Liberale Permanente). Правые из Тосканы, Эмилии, Ломбардии и Южной Италии образовали свою группу, которую пьемонтцы уничижительно прозвали «Клика». Уже в 1864 году разногласия между «постоянными» и «Кликой» достигли такого накала, что пьемонтцам ради сохранения кабинета Ламармора пришлось обращаться за поддержкой к «Левой».
Во второй половине 1870-х годов «Клику» возглавил Мингетти, а пьемонтцев Селла. Со временем региональное разделение стало уступать разделению личного характера. Общим для правых были необходимость достижения сбалансированного бюджета и неуместность демократических реформ, пропагандируемых левыми, особенно расширение избирательного права. Постепенно пьемонтская группа, состоявшая из наследников северных либеральных тенденций, сблизилась с так называемыми «новичками», представлявшими южную консервативную буржуазию. Различия между «постоянными» и «Кликой» всегда оказывали влияние на политику «Правой».

## Результаты выборов
Светло-синим выделены выборы в Палату депутатов в результате которых «Правая» заняла первое место по количеству мандатов.
| Год  | Список                 | Голоса  | %     | Места | Изменения |
| ---- | ---------------------- | ------- | ----- | ----- | --------- |
| 1861 | «Правая» («Умеренные») | —       | 46,1  | 342   | —         |
| 1865 | «Правая»               | —       | 34,5  | 183   | ▼161      |
| 1867 | «Правая»               | —       | 35,7  | 200   | ▲17       |
| 1870 | «Правая»               | —       | 37,2  | 211   | ▲11       |
| 1874 | «Правая»               | —       | 33,3  | 276   | ▲65       |
| 1876 | Оппозиция              | —       | 12,4  | 94    | ▼182      |
| 1880 | Оппозиция              | —       | 20,7  | 177   | ▲83       |
| 1882 | Оппозиция              | —       | 19,8  | 147   | ▼30       |
| 1886 | Оппозиция              | —       | 22,5  | 145   | ▼2        |
| 1890 | Оппозиция              | —       | 6,9   | 48    | ▼97       |
| 1892 | Оппозиция              | —       | 11,5  | 93    | ▲45       |
| 1895 | Конституционалисты     | —       | 20,47 | 104   | ▲11       |
| 1897 | Конституционалисты     | —       | 19,49 | 99    | ▼5        |
| 1900 | Конституционалисты     | —       | 22,83 | 116   | ▲17       |
| 1904 | Конституционалисты     | —       | 14,96 | 76    | ▼40       |
| 1909 | Конституционалисты     | —       | 10,8  | 60    | ▼16       |
| 1913 | Либералы               | —       | 51,0  | 260   | н/д       |
| 1919 | Либералы               | 490 384 | 8,6   | 41    | н/д       |
| 1921 | Либералы               | 470 605 | 7,1   | 43    | ▲2        |

## Известные члены
- Камилло Бенсо ди Кавур (1810—1861) — человек сыгравший исключительную роль в объединении Италии под властью сардинского монарха, граф, основатель партии, 9-й и 11-й премьер-министр Сардинии (1852—1859 и 1860—1861), 1-й председатель Совета министров Италии (1861).
- Беттино Рикасоли (1809—1880) — барон, лидер умеренно-либеральной партии Тосканы, гонфалониер (мэр) Флоренции, генерал-губернатор Тосканы, председатель Совета министров Италии (1861—1862 и 1866—1867).
- Луиджи Карло Фарини (1812—1866) — военный врач, журналист, писатель, депутат, министр, председатель Совета министров Италии (1862—1963).
- Альфонсо Ферреро Ламармора (1804—1878) — маркиз, пьемонтский, затем итальянский генерал, председатель Совета министров Италии (1864—1866).
- Луиджи Федерико Менабреа (1809—1896) — маркиз, пьемонтский, затем итальянский генерал, инженер и учёный, академик ряда итальянских академий, почётный профессор Туринского университета, профессор прикладной механики и применения механики в машинах Военной академии Турина, председатель Военно-инженерного комитета, Председатель Совета министров Италии (1867—1869).
- Джованни Ланца (1810—1882) — врач, в 1848 году участвовал в войнах за освобождение Италии, депутат, министр, провёл реформу итальянской школьной системы, председатель Палаты депутатов, основатель газеты «Opinione», председатель Совета министров Италии (1869—1873).
- Марко Мингетти (1818—1886) — экономист, государственный деятель, писатель и журналист, председатель Совета министров (1873—1876).
- Антонио Старабба маркиз де Рудини (1839—1908) — синдик (мэр) Палермо, затем префект Палермо, а позже Неаполя, министр, депутат, лидер «Молодой правой», поддерживавшей левые кабинеты Депретиса и Криспи, председатель Совета министров Италии (1891—1892 и 1896—1898).
- Луиджи Пеллу (1839—1924) — генерал, председатель Совета министров Италии (1898—1900).
- Томмазо Титтони (1855—1931) — дипломат, депутат, префект Перуджи и Неаполя, сенатор, министр, председатель Совета министров Италии (1905), президент сената (1919—1929).
- Сидней Соннино (1847—1922) — дипломат, депутат, журналист, министр, председатель Совета министров Италии (1906 и 1909—1910), первый в истории Италии глава кабинета еврейского происхождения.
- Луиджи Луццатти (1841—1927) — профессор конституционного права, банкир, министр, председатель Совета министров Италии (1910—1911), второй премьер-министр еврейского происхождения в Италии после Сиднея Соннино.
- Антонио Саландра (1853—1931) — профессор административного права Римского университета Ла Сапиенца, академик, депутат, министр, сенатор, председатель Совета министров Италии (1914—1916).
- Паоло Боселли (1838—1932) — депутат, министр просвещения в первом и втором кабинетах Франческо Криспи, председатель Совета министров Италии (1916—1917).
- Габрио Казати (1798—1873) — подеста в Милане (1837—48), будучи министром образования Сардинского королевства добился принятия так называемого «Закона Казати» об устройстве образовательной системы в стране; этот закон в дальнейшем стал основой образовательной системы объединённой Италии, председатель итальянского парламента.
- Квинтино Селла (1827—1884) — профессор математики Туринского университета, член национального Совета по образованию, депутат, министр финансов в первом кабинете У. Раттацци, в правительствах А. Ламармора и Д. Ланца, президент Национальной академии деи Линчеи, организатор Итальянского Альпийского (альпинистского) клуба (итал. Club Alpino Italiano).
- Сильвио Спавента (1822—1893) — профессор математики и риторики, основал в Неаполе газету Il Nazionale, депутат, министр общественных работ в кабинете Мингетти, автор законопроекта о национализации железных дорог, сенатор, президент Четвёртой секции Государственного совета, один из теоретиков либерализма в Италии второй половины XIX века (сторонник сильного, но не авторитарного государства, поддерживал отделение политики от административной работы, выступал за двухпартийную систему английского типа).
- Эмилио Висконти Веноста (1829—1914) — маркиз, дипломат, министр иностранных дел в первом кабинете Мингетти, в правительстве Ламармора, вторых кабинетах Рикасоли и Пеллу, в правительстве Саракко, депутат, сенатор, президент, затем почётный президент Академии Брера.